# 晉小子侯
晉小子侯（前8世纪—前705年），姬姓，名字已失考，是春秋時期諸侯國晉國的國君，晉哀侯之子，晉國第十六任君主，前709年登位，在位4年。
當時曲沃日益強大，《史記》稱曲沃武公于小子四年（前705年）誘殺了晉小子侯，周桓王派兵伐曲沃武公，武公退回曲沃，周立晉哀侯之弟公子緡為晉侯。《左傳》稱晉小子侯于魯桓公七年（前705年）冬被殺，周于次年冬立公子緡為晉侯。